# Sultana Kamal
Sultana Kamal (Daca, 1950) es una abogada y activista de derechos humanos. Es directora ejecutiva de Ain o Salish Kendra, una organización de derechos civiles. En 2006, fue asesora del gobierno provisional de Bangladesh dirigido por el presidente Iajuddin Ahmed durante la crisis política bangladeshí ocurrida entre 2006 y 2008. Kamal, junto con otros tres asesores, renunció al gobierno provisional. Su madre, Sufia Kamal, participó en la guerra de liberación de Bangladesh.

## Trayectoria
Hija de la poetisa y escritora Sufia Kamal y de  Kamal Uddin Ahmed, nació en 1950. Estudió en Nari Shikhkha Mondir de Leela Nagh, Azimpur Girls' High School y en el Holy Cross College. Posteriormente realizó un master en la Universidad de Daca, donde se licenció en Derecho. En 1981 realizó un master en Estudios de Desarrollo sobre la Mujer y Desarrollo en los Países Bajos.
Kamal comenzó su carrera como profesora en la Escuela de Música. Se incorporó a la Compañía Tabacalera de Bangladesh. En 1976 ingresó en un voluntariado internacional en Khadimnagar, Sylhet. Hasta 1990 trabajó en Hong Kong como asesora jurídica de la ONU para los refugiados vietnamitas. En 1996, ganó el premio John Humphrey Freedom Award del grupo canadiense de derechos humanos Rights & Democracy. Kamal estuvo casada con Supriyo Chakraborty (1944 - 2019), abogado en Sylhet.
En 1971 se unió a Mukti Bahini y fue una de las fundadoras del Hospital de Campo de Bangladesh en Agartala para los luchadores por la libertad. Sultana y su hermana Saeeda fueron dos de las cuatro mujeres que recibieron la CNC's Special Commendation por su papel en la guerra de liberación.
Escribe en diarios y publicaciones periódicas sobre cuestiones sociales, jurídicas y de género. Ha publicado un libro sobre los derechos jurídicos de la mujer titulado Manobir Nishanka Mon, traducido al inglés con el título Her Unfearing Mind. Entre sus últimas publicaciones figuran "Manabidhakar, Rashtra O Samaj" (Derechos humanos, Estado y sociedad) y Chilam Kothay Jeno Nilimar Niche, recopilación de artículos escritos por ella en los últimos veinticinco años. Ha viajado a más de treinta países de Asia, África, Australia y el Pacífico, Estados Unidos, Canadá y Europa en calidad de profesional para tratar temas relacionados con los derechos humanos y de la mujer.
Es directora ejecutiva de Ain-o-Salish Kendra (ASK). Además de eso, es presidenta de "We Can End Violence Against Women Alliance" (Alianza Podemos Terminar con la Violencia contra las Mujeres) y fue presidenta de "Transparency International Bangladesh" (Transparencia Internacional de Bangladesh) de 2009 a 2019. También es copresidenta de la Comision Chittagong Hill Tracts. Es fideicomisaria de Freedom Foundation y Protichi Bangladesh fundada por Amartya Sen, The Gandhi Ashram Trust, Rokeya Memorial Foundation, miembro del consejo nacional de Bangladesh Mahila Parishad, miembro de la Comisión Nacional de la UNESCO de Bangladesh, el Comité Nacional de Ayuda Legal, The Blue Planet Initiative, miembro del Foro de Asia Pacífico para la Ley y el Desarrollo de la Mujer (Red Regional), Mujeres que Viven Bajo las Leyes Musulmanas (Red Internacional), South Asians For Human Right y South Asian Partnership, entre muchos otros.
En octubre de 2006 fue nombrada asesora del gobierno provisional, cargo al que renunció junto con otros 3 colegas en diciembre, lo que ayudó al teniente general Moeen a hacerse con el poder. Sheikh Hasina afirmó que no habían cumplido con sus responsabilidades, incluida la celebración de elecciones parlamentarias.
Kamal participó activamente en la organización infantil Kachi Kanchar Mela, el grupo cultural Sangskriti Sangsad, las luchas por la autonomía cultural y los levantamientos masivos del 69, así como en otros movimientos sociales. Kamal fue miembro fundador del famoso grupo de teatro "Nagorik Natya Samproday" y actuó en papeles principales en sus primeras producciones.

## Reconocimientos
- Anannya Top Ten Awards (1995)[10]